# Père Joseph (kaas)
Père Joseph Original en Père Joseph Light zijn twee halfharde Belgische (paters)kazen van de kaasmakerij Passendale.

## Naam
De kaas ontleent zijn naam aan de Franse monnik Père Joseph, François Leclerc du Tremblay, de biechtvader van kardinaal de Richelieu en omwille van zijn grijze monnikspij grijze eminentie genoemd.

## Kazen
De Père Joseph Original heeft een donkerbruine korst, terwijl de Light door een lichtoranje korst ervan is te onderscheiden. De geur van de Original is pittig en prikkelend, terwijl de Light eerder mild van geur is.